# Sindrome da trasfusione feto-fetale
La sindrome da trasfusione feto-fetale (TTTS, acronimo in lingua inglese per twin-to-twin transfusion syndrome o FFTS per feto-fetal transfusion syndrome o TOPS per twin oligohydramnios-polyhydramnios sequence) è una condizione clinica che si può presentare in caso di gravidanza gemellare monocoriale. In questa situazione, in cui due o più gemelli condividono la stessa placenta e lo stesso corion, si presenta una alterazione della circolazione fetale che comporta una distribuzione ineguale della quantità di sangue che si porta dalla placenta ai gemelli. Nelle condizioni più gravi può avere un tasso di mortalità compreso tra il 60 e il 100%.

## Epidemiologia e storia

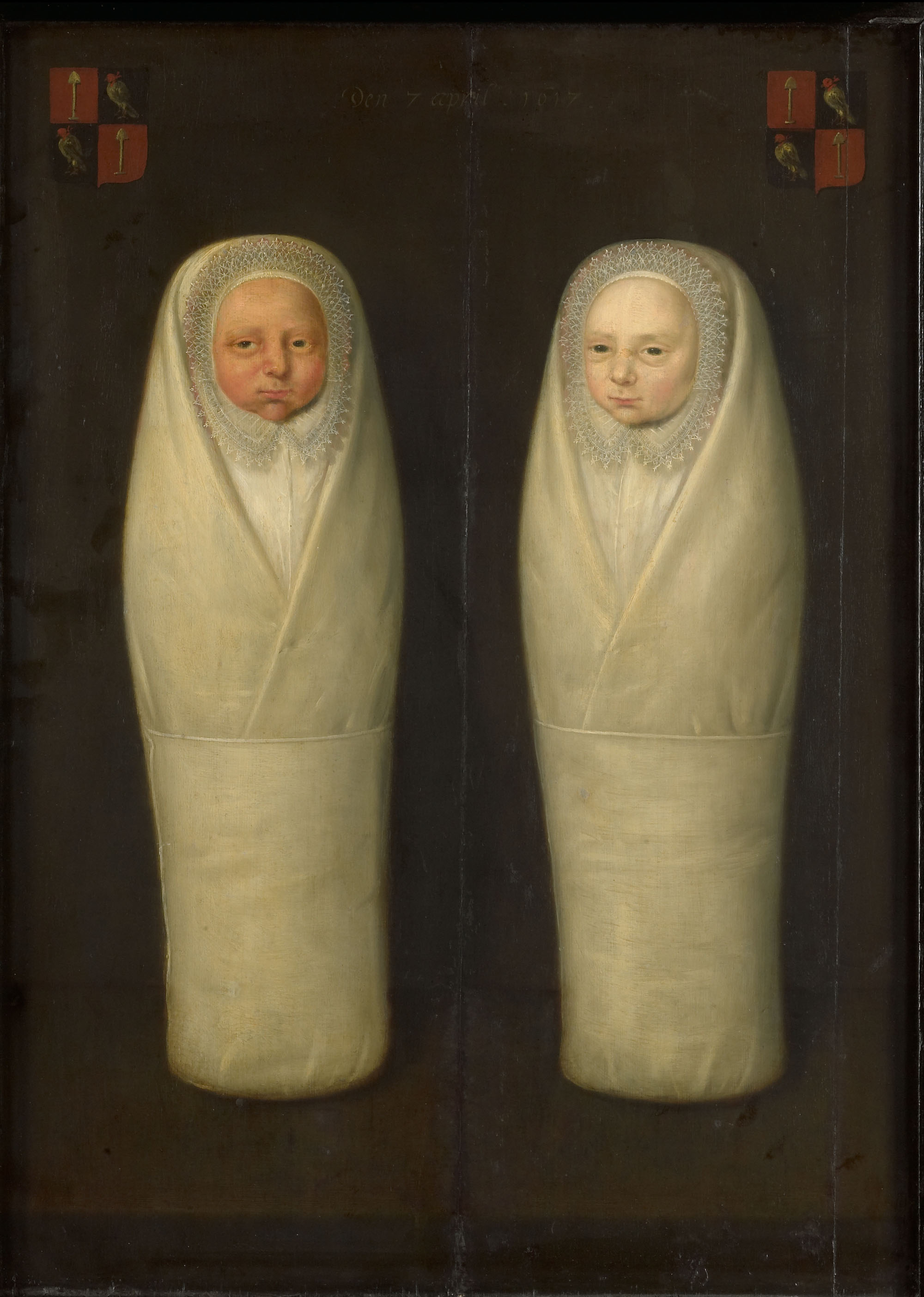
Il dipinto De Wikkellkinderen (I bambini in fasce), realizzato nel 1617 da un artista sconosciuto, è ritenuto raffigurare un caso di sindrome da trasfusione feto-fetale. Si ritiene possano essere due dei figli di Jacob Dircksz de Graeff, morti poco dopo la nascita.

Tale condizione fu descritta la prima volta nel 1875 da Friedrich Schatz, un ostetrico tedesco. Inizialmente era definita da una valutazione differenziali di parametri quali il peso alla nascita e la concentrazione di emoglobina nel cordone ombelicale al momento del parto; in seguito si scoprì che le differenze di peso erano una manifestazione tardiva e che l'emoglobina fetale dei cordoni è spesso simile tra i gemelli anche in casi gravi della sindrome.
La prevalenza è stimata essere di 4 500 casi ogni anno negli Stati Uniti, con una possibilità di sindrome da trasfusione feto-fetale ogni mille gravidanze. Tuttavia, uno studio australiano ha permesso di rilevare un'incidenza di un caso ogni 4 170 gravidanze o un caso ogni 58 gravidanze gemellari; si ritiene che tale differenza sia da imputarsi a una mortalità non valutabile dovuta ad aborti che avvengono per altri motivi, come il distacco intempestivo di placenta, prima che la diagnosi di sindrome da trasfusione feto-fetale di possa essere effettuata. Altre stime riportano un tasso del 10-15%, prendendo in osservazione solo le gravidanze monozigotiche monocoriali.

## Eziologia

Sindrome da trasfusione feto-fetale tra due gemelli che condividono la stessa placenta

Nelle gravidanze monocoriali è comune la presenza di anastomosi vascolari a livello della placenta; qualora, come conseguenza di queste anastomosi e in presenza di alterazioni della regolazione del sistema cardiocircolatorio e dell'equilibrio idro-salino, si venga a creare un netto sbilanciamento di flusso ematico tra i gemelli, si possono arrivare a identificare uno o più gemelli riceventi, i quali sono forniti di un flusso ematico superiore, e uno o più gemelli donatori, che invece sono caratterizzati dal ricevere una quantità inferiore di sangue. In particolare, sebbene le anastomosi tra vene o tra arterie possano giocare un ruolo eziopatogenetico, soprattutto in presenza di altri gradienti di pressione, sembrano essere le anastomosi artero-venose a giocare un ruolo chiave.

## Clinica

### Segni e sintomi
Le manifestazioni cliniche si presentano intorno alla 23ª settimana di gestazione. Il gemello ricevente presenta ipervolemia con conseguenti poliuria, polidramnios e segni di ipertensione, insufficienza cardiaca congestizia fino alla cardiomegalia e allo scompenso cardiaco ad alta gittata; il gemello donatore, al contrario, dimostra un ritardo di crescita fetale dovuto all'ipovolemia, cui conseguono anche ipotensione, oliguria e oligoidramnios.

### Esami di laboratorio e strumentali
Mediante ecografia ostetrica si possono notare: nel gemello ricevente dilatazione e ipertrofia ventricolare sinistra, dilatazione atriale sinistra e insufficienza tricuspidale; nel gemello donatore un'anatomia nella norma, con alterazioni funzionali dovute all'ipovolemia.

## Trattamento

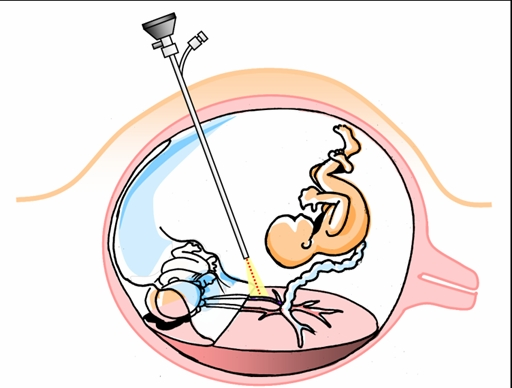
Intervento di fotocoaugulazione laser in corso di fetoscopia

Tale condizione porta spesso a morte endouterina fetale o aborto spontaneo; qualora la gravidanza arrivi a termine, possono essere presenti comunque conseguenze quali ritardo mentale, disturbi neurologici e ipoplasia del polmone. Le opzioni terapeutiche sono limitate:
- amnioriduzione, ovvero la riduzione della quantità di liquido amniotico; dimostra un tasso di sopravvivenza del 40-50%, ma anche un'incidenza di complicanze neurologiche pari al 16-20%;
- settostomia, ovvero la creazione di un orifizio di comunicazione tra i due sacchi amniotici, associata o meno ad amnioriduzione; il tasso di sopravvivenza pare essere superiore all'80%, tuttavia i risultati non sono ancora conclusivi;
- aborto selettivo, che fornisce un tasso di sopravvivenza superiore al 50% del feto rimasto, ma che è tuttavia riservato ai casi di acardia o comunque di malformazioni incompatibili con la vita extrauterina;
- salassi controllati nel feto ricevente;
- fotocoagulazione laser delle anastomosi vascolari in fetoscopia; si è dimostrato il trattamento migliore in termini prognostici di sopravvivenza dei feti e di incidenza di complicanze[6], soprattutto tra gli interventi effettuati prima della 26ª settimana di gestazione[8].